# Datenblatt

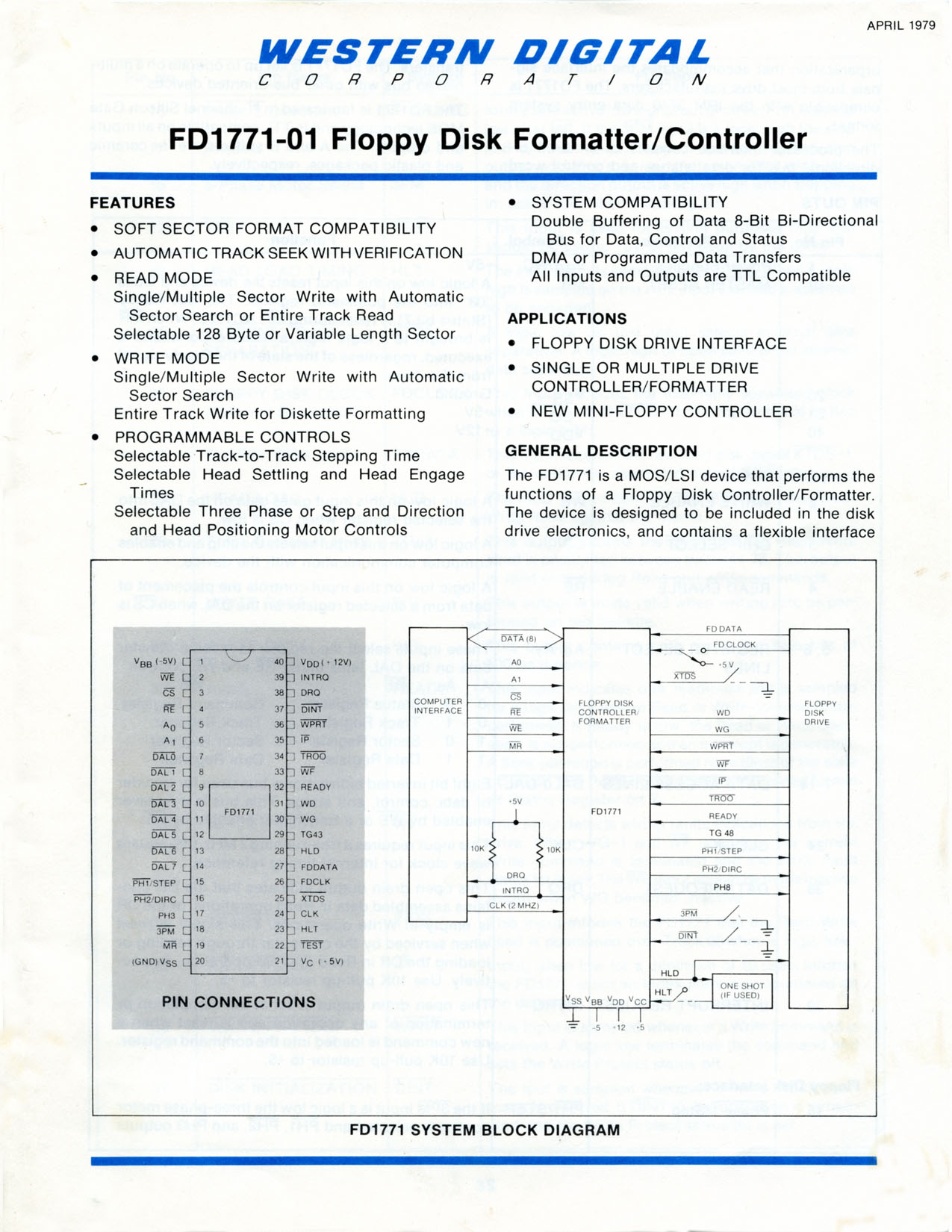
Datenblatt eines Controllerbausteins für ein Diskettenlaufwerk

Ein Datenblatt (englisch data sheet) wird vom Hersteller eines Produkts herausgegeben und erläutert die genauen Eigenschaften, Einsatzmöglichkeiten und technischen Daten dieses Produkts.

## Allgemeines
In einfachen Fällen passen solche Angaben tatsächlich auf ein einzelnes Blatt Papier, in komplizierteren Fällen wie beispielsweise einem Mikroprozessor wächst der Umfang zu einem Handbuch.
Hersteller geben die gesammelten Datenblätter zu einer ganzen Produktfamilie oft in Form von Datenbüchern heraus.
Konkrete Empfehlungen zum Einsatz des Produkts geben die Hersteller entweder als Unterkapitel im Datenblatt oder als separate Applikationsschrift (englisch application note), im letzteren Fall meistens tief ins Detail gehend. Im Elektronikbereich wird hier beispielsweise erläutert, wie mit einem Steuerschaltkreis ein komplettes geregeltes Netzteil oder mit einem anderen ein Analog-Digital-Umsetzer aufgebaut werden kann.
Datenblätter werden für eine Vielzahl von Produktgruppen veröffentlicht. Beispielsweise gibt es entsprechende Dokumente zu mechanischen Bauelementen oder Apparaten, Autos, Chemikalien, Infrarotfilmen, Werkstoffen etc. Im Folgenden werden elektronische Bauelemente als Beispiel verwendet.

## Datenblätter für elektronische Bauelemente

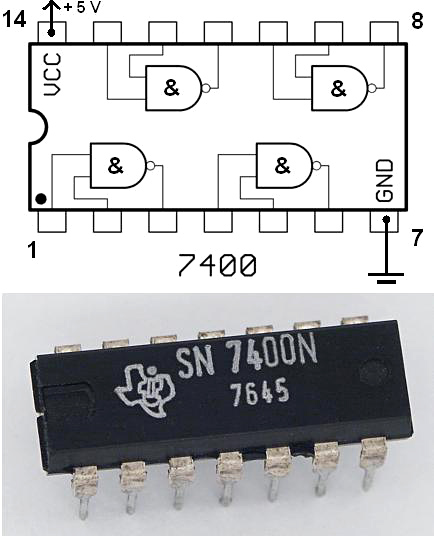
Beispiele für eine Produktabbildung und ein Pinbelegungsdiagramm

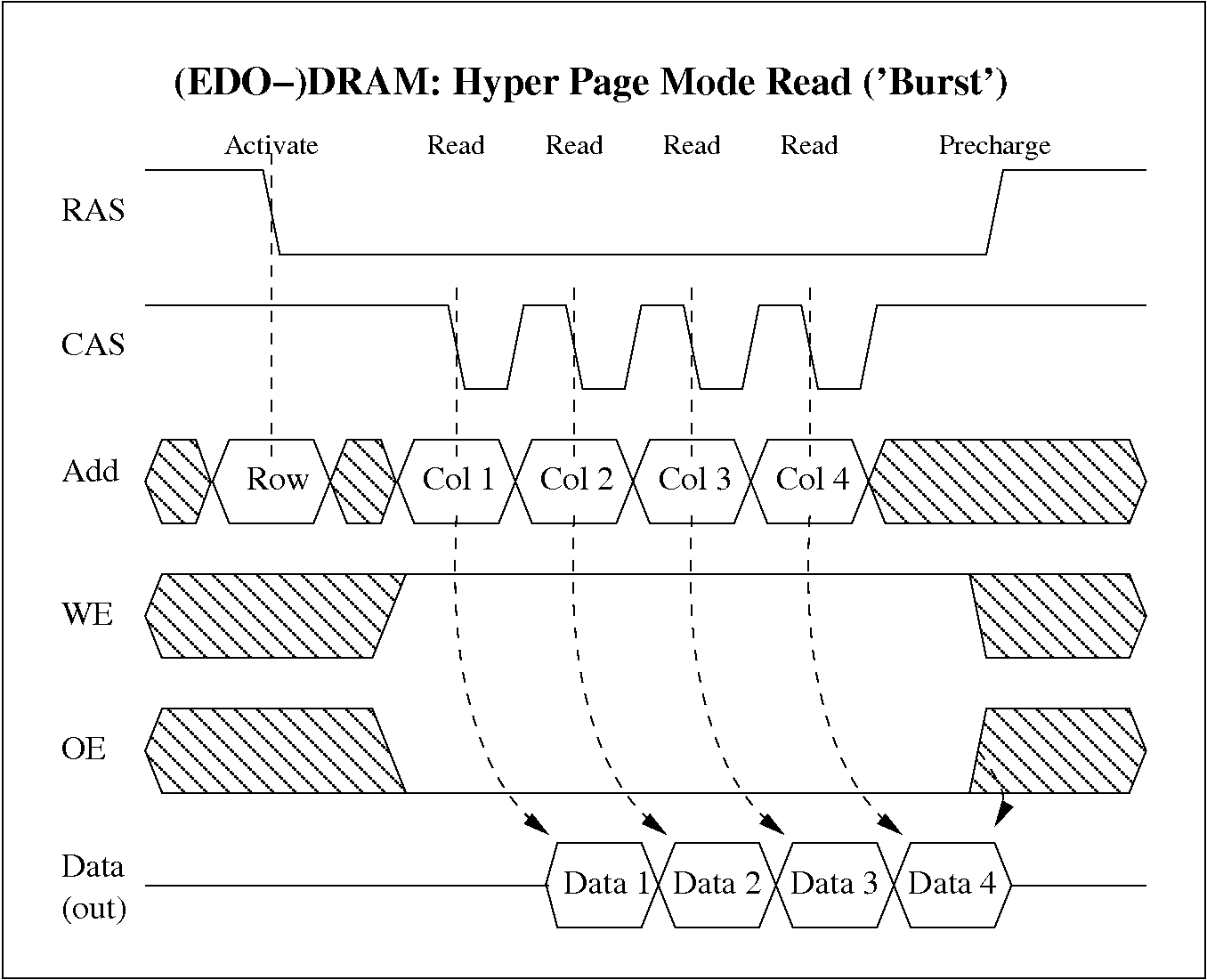
„Burst-Read“-Zugriff eines EDO-DRAMs als Beispiel für ein Signalform- und Timing-Diagramm

Datenblätter für elektronische Bauelemente umfassen in eigenen Unterkapiteln typischerweise folgende Angaben:
- Herstellername
- Artikelnummer und vollständiger Name
- Abbildung des Produkts, Foto oder Zeichnung
- besondere Eigenschaften
- kurze Funktionsbeschreibung
- Anschlussdiagramm(e) der Pins
- absolute Minimal- und Maximal-Grenzwerte (Versorgungsspannung, Leistungsaufnahme, Eingangsströme, Lager-, Löt- und Betriebstemperaturen usw.)
- empfohlene Betriebsbedingungen (wiederum mit absoluten Minimal- und Maximalwerten)
- eine Tabelle der Gleichstromdaten (bei variierenden Temperaturen, Versorgungsspannungen, Eingangsströmen usw.)
- eine Tabelle der Wechselstromdaten (bei variierenden Temperaturen, Versorgungsspannungen, Frequenzen usw.)
- Diagramm(e) zu Eingangs-/Ausgangs-Signalformen inklusive Timing-Definitionen
- Diagramm(e) mit den mechanischen Abmessungen, mit minimalen/typischen/maximalen Abmessungen, einschließlich Kontaktanordnung
- Testschaltung(en)
- Erklärungen, für welche Umgebungen das Produkt zugelassen ist, beispielsweise in hochsicheren Anlagen der Kerntechnik
- Erklärungen zu verwendeten Materialien, insbesondere nach der RoHS-Richtlinie
- Anwendungsempfehlungen wie benötigte Filterkondensatoren, Leiterplattenlayout usw.
- Anwendungsempfehlungen zur Schaltungsumgebung (s. o. bei Applikationsschrift)
- Liste der verschiedenen verfügbaren Gehäuseausführungen (mit Bildern) und Leistungsvarianten und zugehörigen Bestellnummern

Heutzutage werden Datenblätter von den Herstellern oft im Internet frei zugänglich angeboten, meist als PDF.
Unterhaltungselektronik-Produkte haben normalerweise deutlich weniger elektrotechnische Angaben im Datenblatt (meist nur Input- und Output-Spannung sowie Angaben zum Stromverbrauch in Watt).